# Christian Andersen
Christian Fernando Andersen Oviedo (n. Presidente Franco, Paraguay, 3 de junio de 1984) es un futbolista paraguayo. Juega de mediocampista y actualmente milita en el Club Atlético 3 de Febrero de la Segunda División de Paraguay.

## Clubes
| Club                              | País     | Año           |
| --------------------------------- | -------- | ------------- |
| Sportivo Luqueño                  | Paraguay | 2002 - 2005   |
| 12 de Octubre                     | Paraguay | 2006          |
| Sportivo Luqueño                  | Paraguay | 2007 - 2009   |
| 2 de Mayo                         | Paraguay | 2010          |
| Cerro Porteño (Presidente Franco) | Paraguay | 2011 - 2013   |
| Alianza Lima                      | Perú     | 2013          |
| Deportivo Capiatá                 | Paraguay | 2014          |
| Real Garcilaso                    | Perú     | 2014          |
| Club Atlético 3 de Febrero        | Paraguay | 2015-presente |